# Marek z Jerozolimy
Marek z Jerozolimy – szesnasty biskup Jerozolimy; sprawował urząd w I wieku (w okresie między 134 a 185 r.).